# Kreisschablone

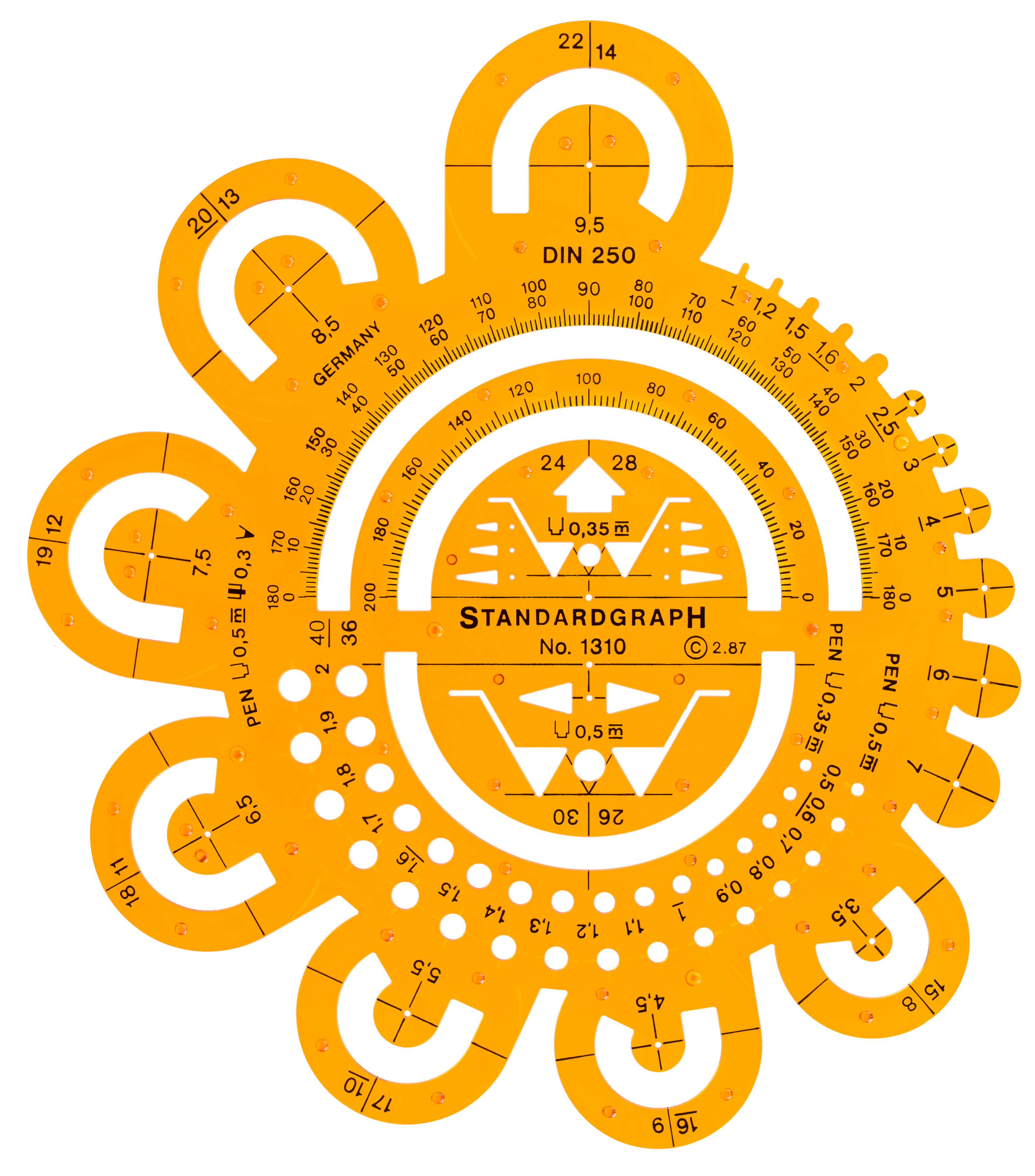
Standardgraph 1310 Kreisschablone

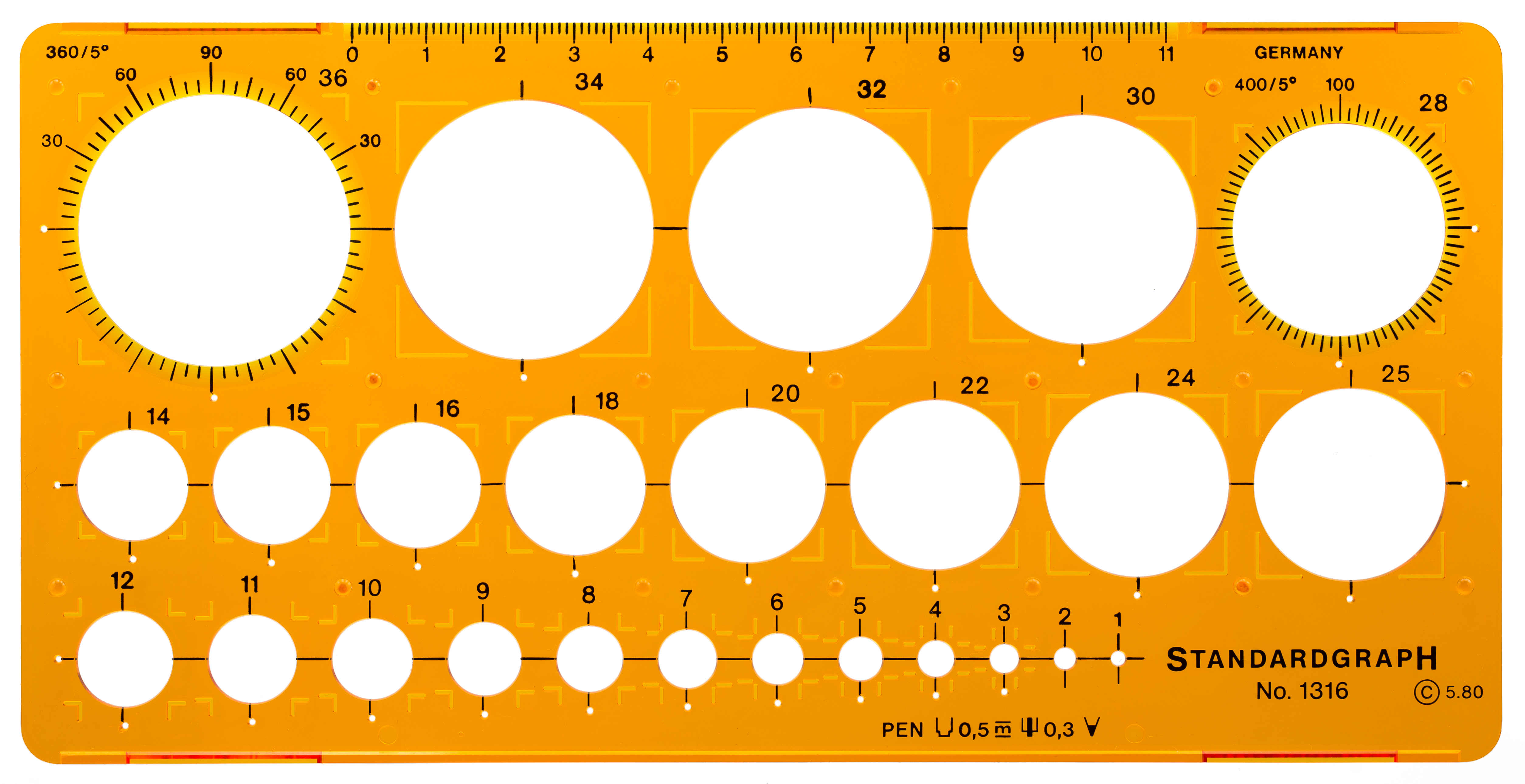
Standardgraph 1316 Kreisschablone

Kreisschablonen (auch Abrundungsschablonen) sind Hilfsgeräte für das Technische Zeichnen bzw. für Entwurfs-Zeichnungen. In die Schablonen aus flachem Kunststoff sind Kreisbögen mit verschiedenen Radien eingeschnitten, an die der Zeichenstift bzw. die Tusche- oder Reißfeder angelegt wird. Der Mittelpunkt des jeweiligen Kreises ist auf der Schablone ebenfalls markiert.
Die Kreisschablonen erleichtern auch heute noch – trotz Vorherrschen automatischer Zeichen- und Kartierungsgeräte – die Arbeit des Technikers. Sie erlauben auch eine einfache Kontrolle von vermessenen Kreisbögen (z. B. Straßenrand, runde Gebäude).